# Walden Alexis Vargas
Walden Alexis Vargas este un fotbalist columbian care joacă pentru Atlético Huila in Categoría Primera A.

1. ↑  WALDEN ALEXIS VARGAS, Base de Datos del Fútbol Argentino
2. ↑  Walden Alexis Vargas, FBref
3. ↑  Walden Vargas, Transfermarkt, accesat în 9 octombrie 2017